# Norbertine Bresslern-Roth
Norbertine von Bresslern-Roth (13 de novembre de 1891 a Graz, Estíria, Àustria - 30 de novembre de 1978 a Graz) era una pintora, il·lustradora i gravadora austríaca, considerada una de les millors pintores d'animals d'Àustria.

## Vida
Norbertine Roth va créixer a Graz. El seu talent artístic ja va ser reconegut a l'escola primària pel seu mestre, que va defensar que a partir del 1907 se li permetés participar gratuïtament en classes de dibuix i pintura a l'Escola d’art estatal d'Estíria sota el guiatge del seu director, Alfred Schrötter von Kristelli. Durant els mesos d'estiu de 1909 i 1910 va assistir a l'escola de pintura d'animals de Dachau, prop de Múnic. El 1911 Norbertine Roth va deixar Graz per estudiar a l'Acadèmia de Belles Arts de Viena amb Ferdinand Schmutzer, que va acceptar-la al seu estudi a l'Acadèmia al cap d'un any, tot i que no es va permetre a les dones estudiar oficialment a l'Acadèmia d'Art de Viena fina al 1921.
Ja al 1912 va rebre la medalla de plata de Graz com a primer honor de la seva ciutat natal. Després d'una exposició reeixida a la Secessió de Viena, el 1916, va tornar a Graz per establir-se com a artista independent. Amb la primera «Exposició especial Norbertine Roth» (1918), coincidint amb el final de la Primera Guerra Mundial, va gaudir d'un gran èxit a Graz. Ja a la dècada de 1920, va ser una de les primeres dones a involucrar-se intensament en el nou procés d'impressió de linogravat, una tècnica en què va ser pionera i amb la qual va crear moltes representacions d'animals entre 1921 i 1952. El 1928 Bresslern-Roth va emprendre un viatge al nord d’Àfrica, cosa que la va portar a crear moltes pintures d’animals, algunes de les quals tenen el caràcter d’estudis. Més tard, es va deixar inspirar en els zoològics europeus. A més, va il·lustrar llibres infantils, tapissos i miniatures sobre marfil. El 1932 Norbertine von Bresslern-Roth va rebre el títol de professora. El 1951 es va convertir en presidenta honorària de l'Associació d'Art d'Estíria, que va ser reautoritzada el 1946.
Durant el període de l'Anschluss va crear algunes fotografies que avui són considerades crítiques amb el règim. Per aquesta raó, i perquè no es va divorciar del seu marit, Georg Ritter von Bresslern (1892-1952), amb qui s'havia casat el 1918 i que havia estat classificat per la legislació nazi com a mig-jueu, és avui considerada com a part de la «resistència cultural».

## Obra
Norbertine von Bresslern-Roth és considerada a tot el món com la pintora d'animals més important dels nostres dies. En particular, les seves obres més tardanes, menys estudiades, es consideren inigualables. Amb els seus linogravats, va crear obres excepcionals, amb les quals es va situar en el panorama artístic internacional ja en vida. El 1952 una exposició de les seves obres a Graz va ser visitada pel llavors inimaginable nombre de 10.000 persones.
Hi ha obra de Bresslern-Roth a la col·lecció de l'Universalmuseum Joanneum, a la National Gallery of Victoria i Metropolitan Museum of Art.

## Premis
- 1912: Medalla de plata de la ciutat de Graz
- 1921: Premi estatal austríac
- 1922: Medalla d'or de la ciutat de Graz
- 1934: Premi honorífic de la ciutat de Viena
- 1936: Premi estatal austríac
- 1971: Premi d’agraïment de l'estat d’Estíria per les belles arts
- 1972: Anell d’honor de la capital provincial de Graz[4]

## Exposicions
- 1931 Modern austríac Woodcuts i empremtes de Color, Brooklyn Museu.[5]
- Del 26 d'octubre de 2016 al 17 d'abril de 2017 la Neue Galerie Graz del Museu Universal Joanneum va exhibir una retrospectiva de l'obra de l'artista.[6]